# Emil Doepler
Emil Doepler "o Jovem" (Munique, 29 de outubro de 1855 – Berlim, 21 de dezembro de 1922) foi um ilustrador (Art Nouveau), artista decorativo e professor de arte alemão.
Sepultado no Cemitério de Wilmersdorf em Berlim.